# Final Fight 2
Final Fight 2 — игра в жанре beat 'em up выпущенная компанией Capcom для домашней консоли Super Nintendo Entertainment System в 1993 году. Игра является сиквелом аркадной игры Final Fight (которая также была выпущена для SNES).

## Сюжет
Прошло время с тех пор как Майк Хаггар (англ. Mike Haggar) со своими друзьями Коди (англ. Cody) и Гаем (англ. Guy) победили банду «Безумный Механизм» (англ. Mad Gear) и восстановили мир в Метро Сити. В то время как трио героев живёт своей обычной жизнью, Коди проводит отпуск со своей подругой Джессикой, Гай отправился в обучающую поездку, Хаггар управляет городом в качестве мэра, члены побеждённой банды строят тайные планы о взятии реванша под предводительством нового лидера. Воплощение своих планов в жизнь они начинают с похищения невесты Гая — Рене (англ. Rena) в Японии, вместе с её отцом и сэнсэем Гая Гэнрюсаи.
Обнаружив пропажу Гая, Маки (англ. Maki), младшая сестра Рене, связывается с Хаггаром и рассказывает ему о сложившейся ситуации. В сопровождении своего друга Карлоса Миямото, Хаггар едет в Евразию и встречается с Маки, и они объединяются, чтобы вновь повергнуть банду Mad Gear.

## Геймплей

Скриншот из игры Final Fight 2

Final Fight 2 незначительно отличается от оригинальной версии игры Final Fight в плане геймплея, хотя в отличие от версии первой игры для SNES (и альтернативной версии Final Fight Guy), Final Fight 2 имеет многопользовательский режим игры для двух игроков в дополнение к однопользовательскому режиму. Игрок имеет возможность выбора одного из трёх персонажей: Хаггара, профессионального рестлера, Маки, мастера вымышленной школы ниндзюцу бусин-рю нимпо и Карлоса, мастера японских боевых искусств, использующего меч для своих спецприёмов. Так же как и в оригинальной игре, каждому персонажу присущи своя собственная техника борьбы и характерные особенности.
Геймплей игры остался практически таким же как и в оригинальной игре. Управление в игре осуществляется двумя основными кнопками («удар» и «прыжок»), при одновременном нажатии которых игровой персонаж игрока производит супер-удар (для этого в игре может использоваться третья кнопка). Игрок проходит уровни сражаясь ордами врага, пока не достигнет босса в конце уровня. В игре можно найти еду, восстанавливающую здоровье, которая бывает обычно спрятана в разрушаемых предметах, например, в бочках. В игре встречаются три типа оружия, доступного игроку: деревянные палки, тонфа и ножи. Также можно найти артефакт в виде куклы Гэнрюсаи, временно делающий игрока неуязвимым или в виде куклы Гая, дающий игроку одну дополнительную жизнь.
Игра состоит из шести основных игровых уровней (не считая бонусных), каждый из уровней представлен одной из известных локаций мира: Гонконг, Франция, Голландия, Англия, Италия и Япония. Как и в оригинальной игре, игроку будут противостоять многочисленные виды повторяющиеся персонажей-врагов на протяжении игры. Также в игру был возвращён босс Роленто, который присутствовал в первой части игры Final Fight, но был исключён из её порта для SNES.
| Уровень  | Локация           | Время             | Босс              |
| -------- | ----------------- | ----------------- | ----------------- |
| 1        | Гонконг           | 12:00pm           | Won Won           |
| 2        | Франция           | 5:00pm            | Freddie           |
| Бонусный | Разбей автомобиль | Разбей автомобиль | Разбей автомобиль |
| 3        | Голландия         | 4:00pm            | Bratken           |
| 4        | Англия            | 8:00pm            | Philippe          |
| Бонусный | Разбей бочки      | Разбей бочки      | Разбей бочки      |
| 5        | Италия            | 12:00pm           | Rolento           |
| 6        | Япония            | 11:30pm           | Retu              |

Игрок может настраивать уровень сложности в разделе «Опции» меню игры. Также как и в Final Fight Guy, каждому выбранному уровню сложности соответствует своя концовка игры. Полную концовку игры можно увидеть только пройдя её полностью на уровне сложности «Expert».

## Локализация
В японской версии игры Final Fight 2 имеются два персонажа — Мэри и Эльза, две женщины, вооружённые ножами и обладающие акробатической техникой. Мэри и Эльза были заменены мужскими персонажами с именами Леон и Роберт в международной версии игры. Кроме того, в японской версии игры на первом игровом уровне присутствует босс по имени Вон-Вон, вооружённый мясным тесаком. Тесак Вон-Вона был удалён из международной версии игры.

## Наследие
Маки является одним из оригинальных персонажей, введённых в Final Fight 2 только для оформления сюжетной линии игры. Она также появляется в манге Sakura Ganbaru! как одна из нескольких соперников главного персонажа Сакуры (из Street Fighter Alpha 2). Второе её появление происходит в 2001 году в файтинге Capcom vs. SNK 2, набор боевых техник и приёмов практически такой же как в Final Fight 2. Маки также изображена на обложках игры Card Fighters 2 и Card Fighter DS. Версия её персонажа для игры Capcom vs. SNK 2 также использовалась в портативных версиях игры Street Fighter Alpha 3, выпущенных для Game Boy Advance и PlayStation Portable.